# Академия Хана
Акаде́мия Ха́на (англ. Khan Academy) — некоммерческая образовательная организация, созданная в 2008 году выпускником MIT и Гарварда Салманом Ханом. 
Лекции предоставлены на английском языке, действует проект по переводу лекций на другие языки, поддерживаемый волонтёрами.

## История
Салман «Сал» Хан увлёкся преподаванием в 2004 году, когда обучал свою кузину Надию по математике в Интернете с помощью службы Yahoo! Doodle Images. Через некоторое время другие двоюродные братья Хана начали пользоваться его репетиторскими услугами. В течение двух лет Хан добавил к своим онлайн-занятиям более дюжины родственников и друзей семьи. Из-за спроса Хан решил сделать свои видео доступными для просмотра в Интернете, поэтому он опубликовал свой контент на YouTube. Позже он использовал приложение для рисования SmoothDraw, а теперь использует планшет Wacom для рисования с помощью ArtRage. Видеоуроки были записаны на его компьютер.
Положительные отзывы побудили Хана уйти с работы в 2009 году, чтобы полностью посвятить себя созданию учебных пособий (затем выпущенных под названием Khan Academy). Khan Lab School, школа, основанная Салом Ханом и связанная с Khan Academy, открылась 15 сентября 2014 года в Маунтин-Вью, Калифорния. В июне 2017 года Khan Academy официально запустила серию видеороликов о финансовой грамотности для выпускников колледжей, соискателей работы и молодых специалистов.
Сначала Хан-академия предлагала видео в большинстве математического направления. Благодаря пожертвованиям она смогла расширить свои возможности и предложить другие курсы. Сейчас сайт академии предоставляет доступ к коллекции из более чем 4200 бесплатных микролекций по математике, истории, здравоохранению и медицине, финансам, физике, химии, биологии, астрономии, экономике, космологии, органической химии, основам американской гражданственности, истории искусства, макро- и микроэкономике, компьютерным наукам. Проект и дальше поддерживается при помощи пожертвований, при этом значительная часть пожертвований приходится на Google и Фонд Билла и Мелинды Гейтс. В 2010 году Google анонсировал, что пожертвует 2 млн долларов на создание бо́льшего количества курсов и перевод на наиболее используемые языки.

## Контент
Веб-сайт Khan Academy направлен на предоставление бесплатного персонализированного обучения, в основном на основе видеороликов, размещенных на YouTube. Веб-сайт предназначен для использования в качестве дополнения к видео, поскольку он включает в себя другие функции, такие как отслеживание прогресса, практические упражнения и инструменты обучения. Доступ к материалам также можно получить через мобильные приложения.
В видеороликах отображаются записи рисунков на электронной доске, которые напоминают стиль преподавателя, читающего лекцию. Рассказчик описывает каждый рисунок и то, как они соотносятся с изучаемым материалом. Кроме того, на протяжении уроков пользователи могут зарабатывать значки и баллы энергии, которые могут отображаться в их профилях. Некоммерческие группы распространили офлайн-версии видео в сельских районах Азии, Латинской Америки и Африки. Видео варьируются от всех предметов, изучаемых в школе, и для всех классов от детского сада до средней школы. На веб-сайте Khan Academy также размещен контент с образовательных каналов YouTube и таких организаций, как Crash Course и Музей современного искусства. Он также предоставляет онлайн-курсы для подготовки к стандартизированным тестам, включая SAT, AP Chemistry, Praxis Core и MCAT, и выпустил уроки подготовки к LSAT в 2018 году. Он также сотрудничают с независимыми химиками, которые упоминаются в статье «Знакомьтесь с профессионалом в области химии". Khan Academy также поддерживает программу Code.org «Час кода», предоставляя уроки программирования на своем веб-сайте.
В июле 2017 года Khan Academy стала официальным партнером по программе Advanced Placement College Board. 